# 第11集团军 (德国国防军)
第11集团军（德語：11. Armee）是二战期间德国国防军的一支集团军。
第11集团军成立于1940年10月5日，前身为“莱比锡突击队”（KommandostabLeipzig），1941年4月23日更名为慕尼黑突击队，並參與了當年的慕尼黑行動。1942年11月21日，第11集团军改组为顿河集團軍。1945年1月26日改组并参加了在对苏美推进的各种反攻。1945年4月23日，集团军向美军投降。

## 戰鬥序列
在塞瓦斯托波爾戰役期間，第11軍團由9個德國步兵師（包括兩個在戰鬥中增援的步兵師）、兩個軍和兩個羅馬尼亞步兵軍以及各種支援部隊組成，包括150輛坦克、數百架飛機。
- 第54軍-由路德維希·沃爾夫步兵上將指揮
  - 第22步兵師
  - 第24步兵師
  - 第50步兵師
  - 第132步兵師
- 第30軍-由漢斯·馮·薩爾穆特步兵上將指揮
  - 第28輕裝師
  - 第72步兵師
  - 第170步兵師
- 羅馬尼亞山地軍-由格奧爾基·阿夫拉梅斯庫少將指揮
  - 第1山地師
  - 第4山地師
  - 第18步兵師